# Résolution 72 du Conseil de sécurité des Nations unies
Membres permanents
- Chine
- États-Unis
- France
- Royaume-Uni
- URSS

Membres non permanents
- Argentine
- Canada
- Cuba
- Égypte
- Norvège
- RSS d'Ukraine

Résolution no 71 Résolution no 73
La résolution 72 du Conseil de sécurité des Nations unies  est une résolution du Conseil de sécurité des Nations unies adoptée le 11 août 1949.
Cette résolution, la sixième de l'année 1949, relative à la question de la Palestine :
- rend hommage au comte Folke Bernadotte et aux dix personnes qui, avec lui, ont donné leur vie au service des Nations unies ;
- félicite Ralph J. Bunche, médiateur par intérim pour avoir conduit vers une paix entre Égypte, Jordanie, Liban et Syrie d'une part et Israël d'autre part ;
- associe à cette reconnaissance l'ensemble des personnes ayant participé au processus de paix.

La résolution a été adoptée.

## Texte
- Résolution 72 sur fr.wikisource.org
- Résolution 72 sur en.wikisource.org